# FAIPL - Federação Académica do Instituto Politécnico de Lisboa
1. REDIRECIONAMENTO Federação Académica do Instituto Politécnico de Lisboa